# Мамадыш (Пензенская область)
Мамадыш — мордовское-эрзя село в Камешкирском районе Пензенской области России, входит в состав Лапшовского сельсовета.

## География
Расположено в верховьях речки Мамадыш (приток Аряша) в 13 км на запад от центра сельсовета села Лапшово и в 21 км на запад от райцентра села Русский Камешкир.

## История
Основана в конце XVII – начале XVIII столетия. В 1709 г. – деревня Мамадышева Узинского стана Пензенского уезда, 49 дворов ясачной мордвы, платили подати с 17 ¼ ясака, душ мужского пола – 96, женского – 65; в 1718 г. – душ мужского пола – 128. женского – 139. Название связано со старым местом жительства первопоселенцев, прибывших из Старого Мамадыша Саранского уезда, Бочарки Казаева, Перяйка Родивонов, Теряйка Лакаев с товарищами. В 1690 г. им отказаны земельные и сенокосные угодья на р. Аряш, где они основали деревню на ее правом притоке, который после основания деревни стал называться р. Мамадышкой. В 1748 г. – мордовская д. Момадыш Узинского стана Пензенского уезда, 93 ревизских души. С 1780 г. – селение Кузнецкого уезда Саратовской губернии. В 1795 году – д. Мамадыш казенных крестьян, 75 дворов, 207 ревизских душ. В 1877 г. – в составе Кулясовской волости Кузнецкого уезда, 149 дворов, дегтярное заведение. В 1911 г. – в составе Дубровской волости (центр в Нижней Дубровке), 234 двора, церковь, земская школа.
С 1928 года село являлось центром сельсовета Камешкирского района Кузнецкого округа Средне-Волжской области (с 1939 года — в составе Пензенской области). В 1955 г. – в составе Кулясовского сельсовета, центральная усадьба колхоза имени Буденного. В 1980-е гг. – отделение совхоза «Кулясовский». С 2010 года село в составе Лапшовского сельсовета.

## Население
| 1709  | 1718  | 1748  | 1795  | 1859  | 1877  | 1884  |
| ----- | ----- | ----- | ----- | ----- | ----- | ----- |
| 161   | ↗267  | ↘186  | ↗414  | ↗1062 | ↗1244 | ↗1346 |
| 1897  | 1911  | 1926  | 1930  | 1939  | 1959  | 1979  |
| ↗1571 | ↗1748 | ↗2204 | ↗2358 | ↘1684 | ↘1495 | ↘1142 |
| 1989  | 1996  | 2002  | 2010  |       |       |       |
| ↘683  | ↘538  | ↘436  | ↘276  |       |       |       |